# SN 2007jk
SN 2007jk – supernowa typu Ia odkryta 3 września 2007 roku w galaktyce A025505-0008. W momencie odkrycia miała maksymalną jasność 21,90m.